# صرصور تركستاني
الصرصور التركستاني (الاسم العلمي Blatta lateralis) (صرصور وحشي أو Shelfordella lateralis في بعض التصانيف)، والمعروف أيضًا باسم صرصور أحمر صدئ، وصرصور أحمر عداء أو ببساطة صدئة حمراء. هي صراصير تعيش في المقام الأول في الهواء الطلق وتنتشر من شمال أفريقيا إلى آسيا الوسطى. يبلغ طول البالغة منها حوالي 3 سم (1.2 بوصة). الذكور البالغة ذات الألوان برتقالية حمراء أو حمراء، ونحيلة، ولها أجنحة طويلة صفراء تسمح لها بالطيران. الإناث البالغات ذات لون بني غامق يميل إلى السواد، مع علامات بلون القشد على الدرع وشريط ذو لون قشدي على أجنحتها. وهن أكبر من الذكور، ولديهن أجنحة قصيرة. الحوريات بنية اللون في الأمام، سوداء في الخلف، وغير مجنحات.

## التوزيع
يوجد الصرصور التركستاني في آسيا الوسطى، وجبال القوقاز، وشمال شرق أفريقيا. يمكن العثور عليه في جميع أنحاء أفغانستان، أذربيجان، مصر، الهند، إيران، العراق، إسرائيل، الأردن، سوريا،كشمير، ليبيا، فلسطين (توضيح)، باكستان، السعودية، السودان، الإمارات العربية المتحدة، والولايات المتحدة.

## الولايات المتحدة
قد لوحظ الصرصور التركستاني في الولايات المتحدة أول مرة في قاعدة عسكرية بمدينة لاتروبا في ولاية كاليفورنيا عام 1978، تلاه بعد فترة وجيزة ظهوره في فورت بليس في تكساس والعديد من القواعد العسكرية الأخرى. يعتقد الباحثون أن الأنواع قد وصلت مع المعدات العسكرية العائدة من آسيا الوسطى، ربما أفغانستان. وهو منتشر اليوم بشكل واسع في المدن الأمريكية جنوب غرب وجنوب البلاد. ويقوم الصرصور التركستاني بإزاحة الصرصور الأسود بشكل نشيط.